# Кристисон, Александр
Сэр Александр Кристисон (1828—1918) — доктор медицины, 2-й баронет Морай Плэйс, представитель эдинбургской медицинской династии Кристисонов. Один из первых врачей, написавших о преимуществах каннабиса в медицине. Бо́льшую часть своей жизни работал в Индии. По возвращении в Шотландию добился значительных успехов в обеспечении женского медицинского образования.

## Биография

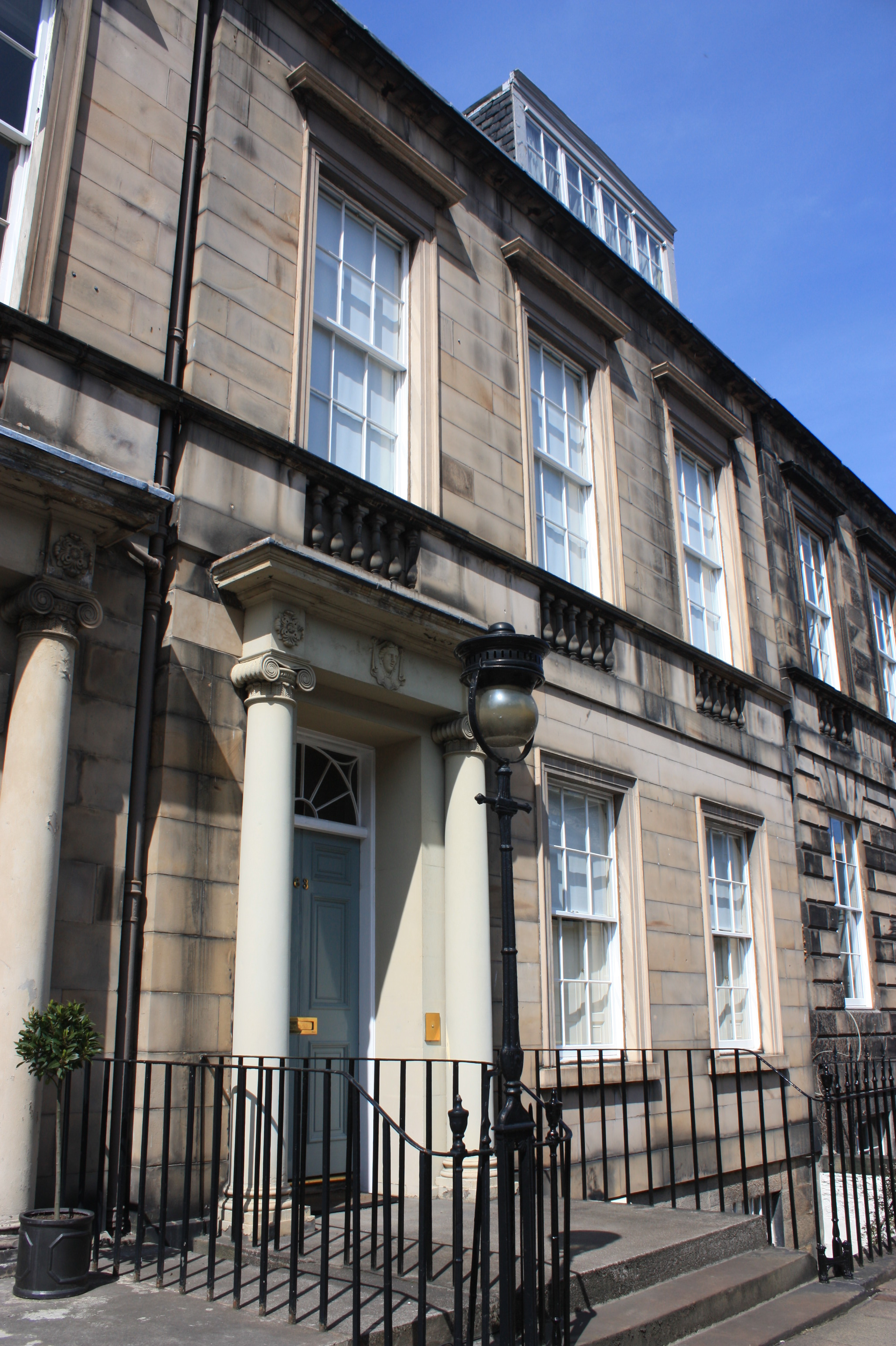
Улица Нортумберленд 63, Эдинбург

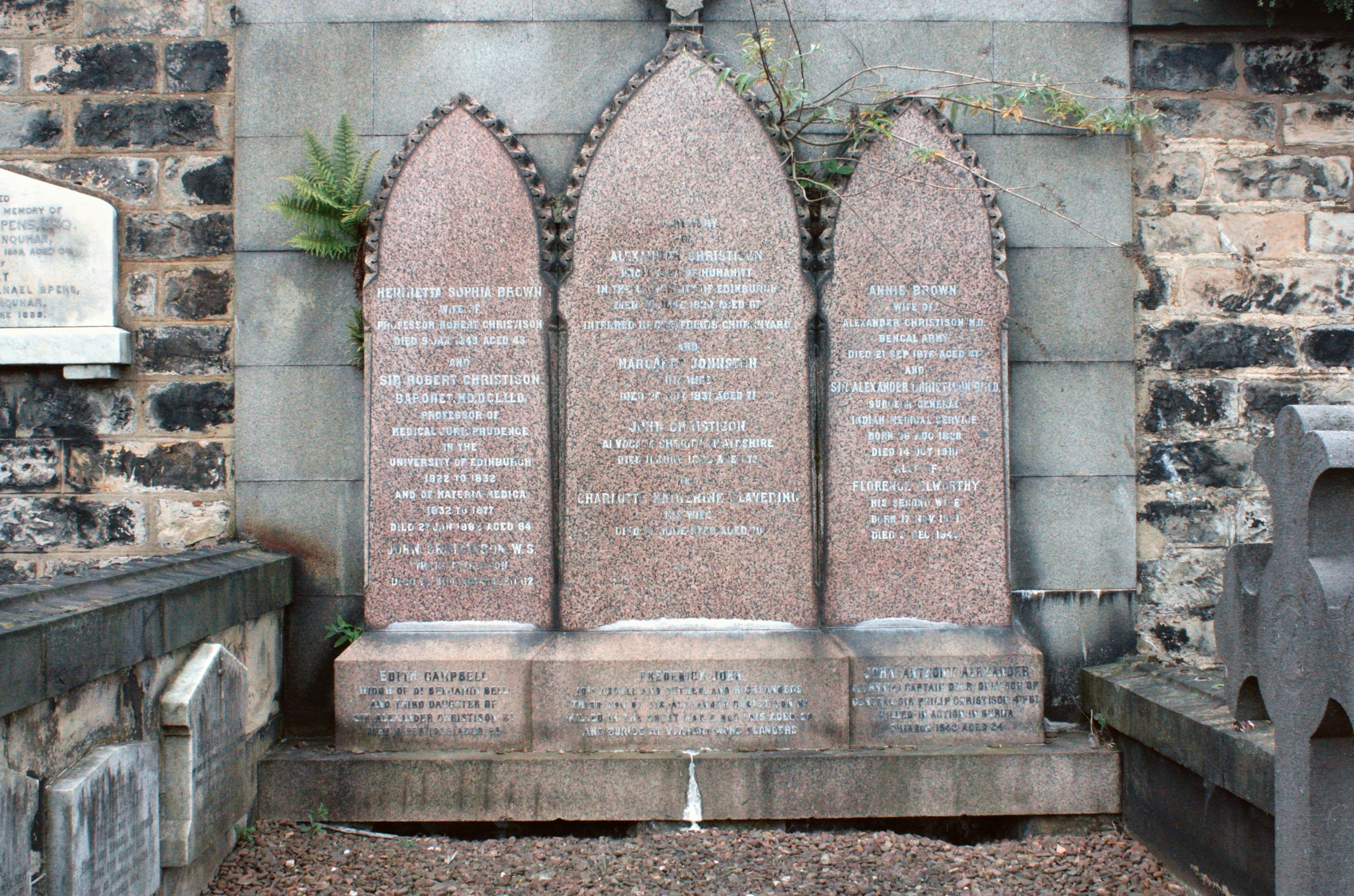
Место захоронения Кристисон, кладбище Нью-Калтон

Родился 26 августа 1828 года в Эдинбурге, в доме 63 по Нортумберленд-Стрит в семье профессора Медицинской юриспруденции Эдинбургского университета Роберта Кристисона и его жены Генриетты Софии Браун. Тогда это был новый дом, спроектированный Робертом Ридом и Уильямом Сиббальдом. Получил своё имя в честь своего деда по отцовской линии, профессора Александра Кристисона.
Он получил образование в эдинбургской академии, а затем изучал медицину в Эдинбургском университете. Он получил докторскую степень (MD) в 1850 году представив диссертацию об использовании каннабиса в медицине. В 1851 году получил должность помощника хирурга в почётной Ост-Индской компании и служил в 4-й пехотной армии сикхов во Второй англо-бирманской войне 1852/53 годов, получив медаль и пряжку кампании. 
Служил в 1-м кавалерийском полку с 1855 по 1857 год, сопровождал конный полк во время мятежей в Гвалиоре и Агре в 1858 году, вновь получив медаль и пряжку кампании. После работал с 18-м Бенгальским пехотным полком, где также оказывал медицинскую помощь. В конце 1858 года был назначен суперинтендантом вакцинации и преподавателем хирургии в Медицинской школе Агры. В 1865 году вступил в должность директора школы, а так же взял на себя роль директора сумасшедшего дома в Агре. К 1879 году стал главным хирургом во всех северо-западных провинциях. 
В 1882 году, после смерти своего отца и получения титула 2-го баронета, вышел в отставку и вернулся в Эдинбург, где остановился у своего брата Дэвида Кристисона в огромном особняке отца в поместье Морей. В Эдинбурге он занимался различной медицинской деятельностью. В первую очередь он старался изменить отношение к образованию женщин (которого придерживался и его отец) и в частности, отношение к образованию женщин-врачей. Он был президентом шотландской Ассоциации медицинского образования для женщин. Так же являлся президентом Больницы Королевы Виктории с момента её основания в 1887 году. Он провел несколько кампаний по борьбе с туберкулёзом в Шотландии.
Он умер в доме 40 по Морей-Плейс в Эдинбурге 14 октября 1918 года в возрасте 90 лет. Был похоронен рядом со своей семьей на кладбище Нью-Калтон. Могила находится на террасе, обращенной на юг, к западу от главной дороги, ведущей к центру города.

## Семья
Александр был дважды женат. В первом браке на Джемайме Энн (Энни) Коули Браун (возможно, двоюродной сестре), которая умерла в 1876 году. Во второй раз он женился на Флоренс Элворти (1851—1949), которая была значительно моложе его. У него был сын и две дочери от первого брака, а также два сына и три дочери от второго брака. 
Его младший сын, лейтенант Фредерик Джон Кристисон (р. 1895), был убит 4 декабря 1915 года во время Первой мировой войны во время службы в 10-м батальоне Аргайллов и Сазерлендских горцев.
Ему наследовал титул баронета его старший сын майор Роберт Александр Кристисон из Королевской гарнизонной артиллерии.
Его двоюродный брат Роберт Кристисон умер от туберкулеза в 1915 году.